# Кохання — найчудовіша річ на світі
«Кохання — найчудовіша річ на світі» (англ. Love Is a Many-Splendored Thing — цитата з вірша «Королівство боже» Френсіса Томпсона, який у фільмі цитує герой Холдена) — мелодраматична кіноісторія, заснована на реальних подіях, зрежисована Генрі Кінгом 1955 року. Екранізація мемуарів «Найчудовіша річ» євразійської лікарки Хан Сюйєн, роль якої у фільмі виконала Дженніфер Джонс. В образ її коханого, журналіста Марка Елліотта, перевтілився Вільям Голден.
Нині стрічка вважається однією з найромантичніших в історії і славиться, окрім своєї мелодраматичності, однією з кращих акторських робіт в кар'єрі Джонс, магнетичною операторською роботою Леона Шамроя і талановитою режисурою Кінга. Хітову композицію Love Is a Many-Splendored Thing, що звучить протягом усього фільму, виконав попквартет The Four Aces, після чого її записав Френк Сінатра, Нет Кінг Коул та інші.
Три премії «Оскар» за дизайн костюмів Чарльза Лемера, музику Альфреда Ньюмана і пісню Love Is a Many-Splendored Thing; ще п'ять номінацій, зокрема як найкращий фільм року.

## Сюжет
1949 рік, Гонконг. Овдовіла євразійська лікарка Хан Сюйєн (Дженніфер Джонс) працює в невеликому шпиталі, де щодня рятує життя утеклих китайських іммігрантів. На вечірці у друзів вона зустрічає американського журналіста Марка Елліотта (Вільям Голден), який починає наполегливо залицятися до дівчини.
Їх роман розвивається блискавично, попри заяви Хан про те, що вони не мають спільного майбутнього і вона любила тільки одного чоловіка — свого вбитого чоловіка, китайського генерала. Керівництво шпиталю попереджає Хан, що якщо вона продовжить стосунки з одруженим американським журналістом, то незабаром вони відмовляться від її послуг.
Хан відлітає на батьківщину, в Чунцін, Марк вирушає за нею. Дядько Хан дає дозвіл на укладення шлюбу. Марк починає процес розлучення з законною дружиною, яку не бачив шість років. Дружина, однак, не підписує ніяких паперів, але це не засмучує Хан.
Починається Корейська війна. Марка, як репортера, відправляють на фронт. Хан зі сльозами проводжає його і поки він відсутній бере під опіку одну з пацієнток, маленьку дівчинку О-Но. Одного дня до Хан доходить трагічна звістка — Марк загинув під час авіаудару. Вона приходить на пагорб, де вони колись проводили спільні хвилини, і плаче, згадуючи його слова: «Ми не пропустили, ти і я, ми не пропустили цю найчудовішу річ на світі».

## В ролях

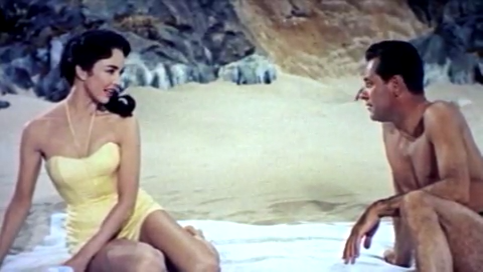
Джонс і Голден

| Актор           | Роль                                |
| --------------- | ----------------------------------- |
| Дженніфер Джонс | лікарка Хан Сюйєн                   |
| Вільям Голден   | Марк Елліотт прототип — Єн Моррісон |
| Ізобел Елсом    | Аделін Палмер-Джонс                 |
| Торін Тетчер    | Хамфрі Палмер-Джонс                 |
| Мюррей Метісон  | доктор Джон Кіт                     |
| Вірджинія Грегг | Енн Річардс                         |
| Річард Лу       | Роберт Ханг                         |
| Су Юнг          | Нора Ханг                           |
| Філіп Ан        | дядько Хан                          |

## Створення
Начерки сценарію безліч разів відкидали «великі шишки» кінокорпорацій з тієї причини, що за сюжетом Хан і Марк повинні були вступати в сексуальні контакти. Сценарист Джон Патрік перероблював сценарій, щоб догодити продюсерам.
Коли на головну роль затвердили «золотого хлопчика» Вільяма Голдена, особу британця Єна Моррісона замінили американцем Марком Елліоттом. Голден був незадоволений тим, що роль Хан виконує Дженніфер Джонс, він зневажав цю акторку. Джонс взаємно не переносила його, Голден постійно скаржився, що перед сценами поцілунків вона спеціально їла часник. На той момент Джонс була одружена з відомим продюсером Девідом Сельцником і регулярно розповідала йому, наскільки Голден грубий і необтесаний. Актор намагався поліпшити їхні стосунки, піднісши Джонс букет білих троянд, але вона відреагувала просто — жбурнула їх йому в обличчя.
Для ролі євразійки на очі американки Джонс нанесли спеціальний грим, Голден для декількох сцен без одягу погодився поголити груди. Поведінка Джонс була викличною не тільки стосовно Голдена, але й до всіх членів знімальної групи: її дратували грим і зачіска, які нібито її старили.
Більшу частину фільму знято в Гонконзі і переписній місцевості Топанга, штат Каліфорнія. Зйомки в Гонконзі проводилися тоді, коли Джон Патрік ще не встиг завершити сценарію. Створення фільму закінчили за три місяці.

## Спадщина
На хвилі успіху від 1967 до 1973 року на телеканалі CBS йшла мильна опера з однойменною назвою, що розповідає про життя дочки Хан і Марка, Мії. Ні Джонс, ні Голден у телесеріалі не з'явилися.

## Нагороди
- 1955 — номінація на премію кола кінокритиків Нью-Йорка за найкращу жіночу роль (Дженніфер Джонс).
- 1956 — три премії «Оскар»: найкращий дизайн костюмів (Чарльз Лемер), найкраща музика (Альфред Ньюман) і найкраща пісня (Love Is a Many-Splendored Thing; Семмі Фейн, Пол Френсіс Вебстер), ще п'ять номінацій: найкращий фільм, найкраща жіноча роль (Дженніфер Джонс), найкраща операторська робота (Леон Шамрой), найкращі декорації, найкращий звук.
- 1956 — премія «Золотий глобус» найкращому фільму, що пропагує міжнародне взаєморозуміння.